# الطيب والشرس والقبيح
الطيب والشرس والقبيح (بالإيطالية: Il buono, il brutto, il cattivo)‏ و(بالإنجليزية: The Good, the Bad and the Ugly)‏ هو فيلم إيطالي من نوع سباغيتي وسترن صدر في عام 1966 وهو من إخراج سرجيو ليون وبطولة كلينت إيستوود و‌لي فان كليف و‌إيلاي والاك بدور الطيب والشرس والقبيح على التوالي. سيناريو الفيلم كتبه أيج وسكاربيلي وسرجيو ليون و‌لوتشيانو فينشينزوني، مبني على قصة من تأليف ليون وفينشينزوني. مدير التصوير هو تونينو ديلي كولي. إنيو موريكوني قام بتأليف الموسيقى التصويرية الشهيرة للفيلم. الفيلم هو الثالث ضمن ثلاثية الدولارات، التي بدأها المخرج سرجيو ليون ب «حفنة من الدولارات» (1964) ثم «من أجل مزيد من الدولارات» (1965).
تدور القصة حول ثلاثة رجال يتنافسون خلال الحرب الأهلية الأمريكية للعثور على ثروة مدفونة من ذهب الحكومة الكونفدرالية وسط فوضى عنيفة من الاشتباكات المسلحة والشنق والمعارك ومعسكرات الاعتقال. الفيلم إنتاج مشترك بين شركات في إيطاليا وإسبانيا وألمانيا الغربية.

## الأحداث
تبدأ الاحداث عندما يقع (القبيح) المطلوب للعدالة بسبب جرائمه الكثيرة في أسر بعض صائدي الجوائز ويقوم (الطيب) بتخليصه من الأسر ويتفق معه على خداع رجال القانون، حيث يلعب (الطيب) دور صائد الجوائز الذي يقوم باصطياد (القبيح) ويسلمه للعدالة ومن ثم يحصل على الجائزة المرصودة على رأس (القبيح)، وفي أثناء تنفيذ حكم الإعدام شنقاً في حق (القبيح) يقوم (الطيب) الذي يمتاز بالهدوء والمهارة العالية في التصويب بقطع حبل المشنقة عبر طلقات بندقيته وينقذ (القبيح) من الموت شنقاُ ويحمله وراء ظهره على صهوة حصانه حيث ينطلقان بعيداً ليتقاسما سوياً أموال الجائزة. تستمر هذه العلاقة بينهما لفترة معينة، إلى أن يقرر (الطيب) في إحدى المرات وبعد أن انقذ (القبيح) من حبل المشنقة ان يتركه لمصيره في وسط الصحراء، ولكن (القبيح) يتمكن من البقاء على قيد الحياة ويجمع من حوله مجموعة من الرجال للانتقام من (الطيب)، لكن (القبيح) يفشل في قتله بعد أن وجده في أحد الفنادق، حيث استطاع (الطيب) ان ينفذ بجلده باعجوبه، وتبدأ رحلة (القبيح) في تتبع اثار (الطيب) إلى أن يعثر عليه وهو يحاول أن يخلص أحد زملائهم المجرمين من حبل المشنقة في تكرار لنفس الخدعة السابقة التي كانا يلعبانها مع رجال القانون.
يتمكن (القبيح) من أسر (الطيب) ويقوده نحو الصحراء حيث ينوي التخلص منه هناك، كان (القبيح) يمتطي حصانه وهو يدفع (الطيب) أمامه ماشياً على رجليه نحو أعماق الصحراء تحت لهيب الشمس الحارقة، وبعد أن أرهقه المشي والعطش وحرارة الشمس، ينهار (الطيب) ويسقط متدحرجاً من فوق كثيب رملي، تحين اللحظة التي كان (القبيح) يوشك فيها على التخلص من (لطيب) بإطلاق النار عليه، فاذا بعربة سفر تجرها الخيول تهيم على غير هدى وسط الصحراء، فيركض (القبيح) نحوها ويوقفها فيجدها مليئة بجثث جنود جيش الجنوبيين، واخذ يفتش جيوبهم بحثاً عن مايسرقه، وفجأة يكتشف ان من بينهم جندياً كان مازال على قيد الحياة وهو يطلب من (القبيح) شربة من ماء ولكن (القبيح) كان ينوي ان يقتله فعرض عليه الجندي الذي اخبره بأن اسمه هو (بيل كارسون)، ان يدله على كنز من الدولارات الذهبية كان قد سرقها من الجيش وفر هارباً، إن هو اعطاه شربة من ماء، فيطلب منه (القبيح) بان يخبره بمكان الكنز اولاً قبل أن يمكنه من شرب الماء، فيخبره (بيل كارسون) بمكان الكنز الذي يقع في إحدى المقابر ولكنه وقبل أن يدله على اسم القبر يغمى عليه من العطش، عندها ركض (القبيح) مسرعاً تجاه حصانه ليأتي له بالماء ولكنه ما ان عاد إليه حتى وجده متدليا من مؤخرة العربة وبجانبه (الطيب) الذي كان قد زحف حتى وصل إلى العربة، كان الجندي ميتا حين وصول (القبيح) مما جعله يشتاط غضباً واخرج (القبيح) مسدسه ليقضي على (الطيب) الذي همس له في اذنه بانه أصبح يعرف مكان الكنز.
حينها، انقلبت العلاقة بينهما 180 درجة، فبعد أن كان (القبيح) يحاول أن يتخلص من (الطيب) قبل لحظات، أصبح الآن يريد انقاذه بأي طريقة ممكنة، فذهب به إلى دير مجاور ليطيب جراحه. وبعد أيام من النقاهة خرج الاثنان سوياً في رحلة البحث عن الكنز، كان (القبيح) يعرف اسم المقبرة التي دفن فيها الكنز ولكنه لا يعرف اسم القبر الذي اعطاه (بيل كارسون) إلى (الطيب) قبل أن يموت، ومن الناحية الأخرى فان (الطيب) كان يعرف اسم القبر ولكنه لا يعرف اسم مكان القبر. كانا يرتديان في هذه الرحلة بزات الجنود الجنوبيين الموتى ويقودان نفس العربة عندما وقعا في اسر كتيبة من جنود الشمال التي قادتهما إلى معسكر الاعتقال.
في المعسكر استبدل (القبيح) اسمه الحقيقي «توكو بندكتو» بأسم (بيل كارسون)، وفي أثناء النداء على أسماء الأسرى الجنوبيين، انتبه (الشرس) الذي كان يخدم في معسكر جيش الشمال برتبة رقيب، إلى اسم (بيل كارسون) وهو ينادى عليه والذي كان (الشرس) يبحث عنه منذ البداية من اجل الكنز. أمر (الشرس) الجنود بادخال (القبيح) عليه في كبينته الخاصة ودعاه إلى الطعام، حيث أنهما يعرفان بعضهما من قبل، قام (الشرس) بسؤال (القبيح) عن سبب انتحاله لأسم (بيل كارسون)، لإاخبره (القبيح) أنه مجرد اسم مثل باقي الأسماء، قام (الشرس) بتعذيب (القبيح) حتى اعترف له بالقصة وباسم المقبرة، اما اسم القبر فقال له ان (الطيب) وحده هو من يعرف القبر. عرض (الشرس) على (الطيب) ان يخرجه من الأسر وان يكون شريكه في الوصول إلى مكان الكنز بدلا من (القبيح) الذي ارسله (الشرس) خارج المعسكر مع باقي الاسرى عن طريق القطار. تمكن (القبيح) بعد ذلك من الهرب من القطار وذهب إلى إحدى البلدات التي كانت تتعرض للقصف، ودخل إلى أحد الفنادق المدمرة وجلس يستحم في حوض الاستحمام، وفي تلك الأثناء دخل عليه شخص شاهراً مسدسه ويهدده بالقتل، حيث كان (القبيح) كان قد أطلق عليه النار في بداية الفيلم وتسبب في فقده لذراعه اليمنى ولكن (القبيح) تمكن منه، حيث أطلق عليه النار من مسدسه الذي كان يحتفظ به معه اثناء جلوسه في الحوض. في تلك الأثناء كان (الطيب) برفقة (الشرس) ورجاله يستريحون في أحد المنازل المهجورة المجاورة واستطاع أن يميز صوت مسدس (القبيح) وخرج يستطلع الأمر، ارسل (الشرس) أحد رجاله خلف (الطيب) ولكن (الطيب) ارداه قتيلاً. دخل (الطيب) على (القبيح) واخبره بان (الشرس) ما زال لا يعرف اسم القبر وان عليهما ان يتخلصا منه. خرج الاثنان سويا إلى الشارع حيث كان ينتظرهما رجال (الشرس) ولكنهما استطاعا القضاء عليهم جميعاً. ذهبا إلى المنزل الذي يختبئ فيه (الشرس) ولكنه كان قد ترك المكان وترك وراءه رسالة موجهة إلى (القبيح) تقول: اراك قريبا ايها الغبي.
انطلق (الطيب) و (القبيح) مجدداً للبحث عن الكنز، وبينما هم في الطريق تم القبض عليهما مرةً أخرى من قبل الشماليين ولكن هذه المرة في إحدى جبهات القتال التي يحاول فيها جيش الشماليين وجيش الجنوبيين الاستيلاء على جسر خشبي يقع فوق أحد الانهار، قام (الطيب) و (القبيح) بتلغيم الجسر لتفجيره حيث أن ذلك سينقل المعركة بعيداً عن هذا المكان الذي تقع المقبرة قريباً منه. في أثناء نزول (الطيب) و (القبيح) إلى النهر لتلغيم قواعد الجسر بالديناميت اتفقا على ان يخبر كل منهما الآخر بالسر الذي معه، حيث أن احتمال مقتل أي منهما تحت هذه الظروف كان كبيراً، كان اسم المقبرة هو (ساد هيل) اما القبر فكان اسم صاحبه هو (ارش ستانتون). اشعل (الطيب) فتيل الديناميت واسرعا خارجين من النهر واختبئا خلف أحد التحصينات. تطاير الجسر الخشبي بفعل الانفجار القوي ودارت معركة حامية بالمدافع بين الجيشين طوال الليل.

الشرس وهو يأمر الطيب والقبيح بالحفر.

في صباح اليوم التالي استيقظا من النوم وسط هدوء تام، حيث غادر الجيشان الموقع مخلفين وراءهما الدمار وجثث القتلى. قاما فوراً بعبور النهر للضفة المقابلة وعند مرورهما بأحدى الكنائس المدمرة رأى (الطيب) أحد الجنود الشباب من جيش الجنوب وهو يحتضر داخل الكنيسة فدخل اليه مواسياً حيث قام (الطيب) بوضع سيجارته في فم الجندي الذي فارق الحياة بعد نفثة من دخان السيجارة، في هذه الأثناء إمتطى (القبيح) ظهر حصان الجندي الذي كان مربوطاً خارج الكنيسة وانطلق مبتعداً، فما كان من (الطيب) إلا أن اشعل فتيل مدفع صغير كان منصوباً بالخارج في اتجاه (القبيح) الذي سقط من على صهوة الحصان بسبب القذيفة التي وقعت بالقرب منه، ما ان قام (القبيح) من على الأرض حتى وجد نفسه في مقبرة (ساد هيل) محاطاً بالمئات من شواهد القبور، أخذ (القبيح)يركض بين القبور كالمجنون بحثاً عن قبر (آرش ستانتون) حتى وجده. نزع (القبيح) اخشاب الشاهد وجعل يزيح بها التراب عن القبر بانفعال واضح، وبينما هو كذلك إذا بـ (الطيب) يرمي عليه مجرفة ويأمره باستخدامها في الحفر، فيمتثل (القبيح) لأمره خصوصاً بعد أن ازاح (الطيب) رداءه (البونشو) كاشفاً عن سلاحه الذي يحمله على جانبه. ازاح (القبيح) رمال القبر وانكشف التابوت الخشبي وسط القبر ولكن (الشرس) يظهر في هذه الأثناء ويرمي بمجرفة أخرى ويأمرهما بان يحفرا معاً. اشعل (الطيب) سيجارته متجاهلاً الأمر، فما كان من (الشرس) إلا أن جهز مسدسه مهدداً بإطلاق النار عليه، فيخبره (الطيب) بانه إذا ما أطلق النار عليه فلن يرى سنتاً واحداً من الدولارات الذهبية، فقال له (الشرس) وكيف ذلك، فازاح (الطيب) غطاء التابوت برجله فاذا التابوت لا يحوي في وسطه الا هيكلا عظمياً.
و هنا يقرر (الطيب) ان يتبارز الثلاثة للحصول على الاسم الحقيقي للقبر، حيث كتب (الطيب) اسم صاحب القبر على ظهر صخرة صغيرة ووضعها في وسط الساحة التي تتوسط المقبرة ليبدأ النزال الأخير. انتهى النزال بمقتل (الشرس) على يد (الطيب), بينما ابقى على حياة (القبيح) الذي لم يستطع استخدام سلاحه في النزال لأن (الطيب) قام بافراغ سلاحه ليلة المعركة دون أن يدري. قام (الطيب) بإخبار (القبيح) بمكان القبر الصحيح وامره بالحفر، اخرج (القبيح) اكياس الذهب من القبر وضرب بعضها بالمجرفة فتناثرت القطع الذهبية على التراب فجثى على ركبتيه وامسك ببعضها بين يديه وهو يكاد يطير من الفرح وانتصب واقفاً فاذا به يفاجأ بان (الطيب) قد علق له المشنقة وامره بان يضع رأسه فيها تحت تهديد السلاح. كان (القبيح) يحسب ان (الطيب) يمزح معه ولكنه لم يكن يمزح، صعد (القبيح) فوق شاهد القبر المتهالك ووضع رأسه داخل الأنشوطة، أوثق (الطيب) الحبل حول عنقه وشد وثاق يديه إلى الخلف، حمل (الطيب) نصف الاكياس على حصانه وترك النصف الآخر على شفير القبر المفتوح و (القبيح) ما زال معلقاً فوق شاهد القبر. انطلق (الطيب) بحصانه بعيداً جداً و (القبيح) يناديه بحرقة كي ينقذه من الموت المحقق ان افلتت قدماه من فوق الشاهد، توقف (الطيب) فجأة وصوب بندقيته نحو (القبيح) واطلق النار على حبل المشنقة فانقطع، سقط (القبيح) في القبر فوق اكياس الدولارات وتبسم (الطيب) واستدار راحلاً، انطلق (القبيح) يركظ في وسط الساحة ويداه مقيدتان للخلف وهو يكيل الشتائم واللعنات نحو (الطيب) الذي كان قد اختفى بعيدا في الافق.

## الشخصيات
(الطيب) واسمه في الفيلم «الأشقر» وهو شخص وسيم ويتميز بالذكاء والهدوء الكبير ودائما ما يأتي بالتصرف الصحيح ويتعامل مع الأمور بحكمة وحيادية تامة وهو ماهر في التصويب بالبندقية من على بعد فهو يتعاقد مع المجرمين والخارجين عن القانون بأن يسلمهم للمشنقة ويحصل على المكافأة، وأثناء تنفيذ الإعدام يقوم بتخليصهم واقتسام المكافأة معهم، والممثل الذي قام بأداء دور (الطيب) في الفيلم هو النجم الأمريكي «كلينت إيستوود».
أما الثاني فهو (الشرس) واسمه في الفيلم«اينجل آيز» وهو يعمل رقيب في جيش الشماليين وقد وصل إلى رتبته هذه عن طريق التعذيب وتأدية الخدمات الغير مشروعة لكبار رجال الجيش، وهو يقتل كل من يقف أمام مصالحه وكل من يشكل عقبة أمام طموحاته الشريرة، وقد قام بدوره الممثل الأمريكي الراحل «لي فان كليف».
اما (القبيح) واسمه في الفيلم «توكو بندكتو» فهو مجرم خارج عن القانون بقبح اللسان وقبح المظهر وقبح الطباع وهو دائما مايسب ويشتم كما أنه يتصف بالغدر ونكران الجميل مع ان شخصيته لا تخلو من خفة الدم وهو أحد الذين تعاقد معهم (الطيب) كما أنه صديق قديم لـ«انجل ايز» أو (الشرس), وقد قام بالدور الممثل الأمريكي «إيلاي والاك».

## الموسيقى
موسيقى الفيلم المميزة جداً هي من تأليف الموسيقار الإيطالي إنيو موريكوني الذي ألف الموسيقى التصويرية لمعظم أفلام المخرج سرجيو ليون، هذه الموسيقى الأصيلة تتضمن اصوات المسدسات والصفير والاصوات البشرية (يودلية). اللحن الأساسي للفيلم يشبه عواء (ذئب البراري) وهو اللازمة الموسيقية للشخصيات الثلاثة وهي مكونة من نوتتين موسيقيتين تعزف بآلة مختلفة لكل شخصية، فلشخصية (الطيب) تستخدم آلة الفلوت ولشخصية (الشرس) آلة الأكرينة أما (القبيح) فيستخدم الصوت البشري. يكمل اللحن بجانب الديكورات ومناظر الفيلم اجواء الحرب الاهلية الأمريكية فهوي يحتوي مثلا على الانشودة الحزينة (قصة جندي) التي كان يغنيها الجنود الاسرى أثناء تعذيب (القبيح) في معسكر الشماليين.
ان الموسيقى في أفلام ليون لا تلعب دوراً ثانويا في خلفية الحدث بل يمكن اعتبارها أحد ابطال الفيلم الرئيسيين، في هذا الفيلم تكاد تتطابق الموسيقى مع المشاهد تطابقاً تاماً. وحسب تصريحات ليون فلقد ألفت الموسيقى أولاً ثم ركبت المشاهد عليها، هذا هو مقدار الأهمية التي تمثله الموسيقى عند ليون.
لقد كان نجاح الموسيقى أسطورياً حيث تربع اللحن الرئيسي للفيلم على رأس القوائم عام 1968 م فبقي الالبوم الموسيقي للفيلم في المقدمة لاكثر من سنة، حيث حل في المرتبة الرابعة في ترتيب مجلة بيلبورد الأمريكية. وما زال إلى اليوم أحد أكثر موسيقى الأفلام شعبية بين جماهير السينما في العالم.

## إسلوب الاخراج

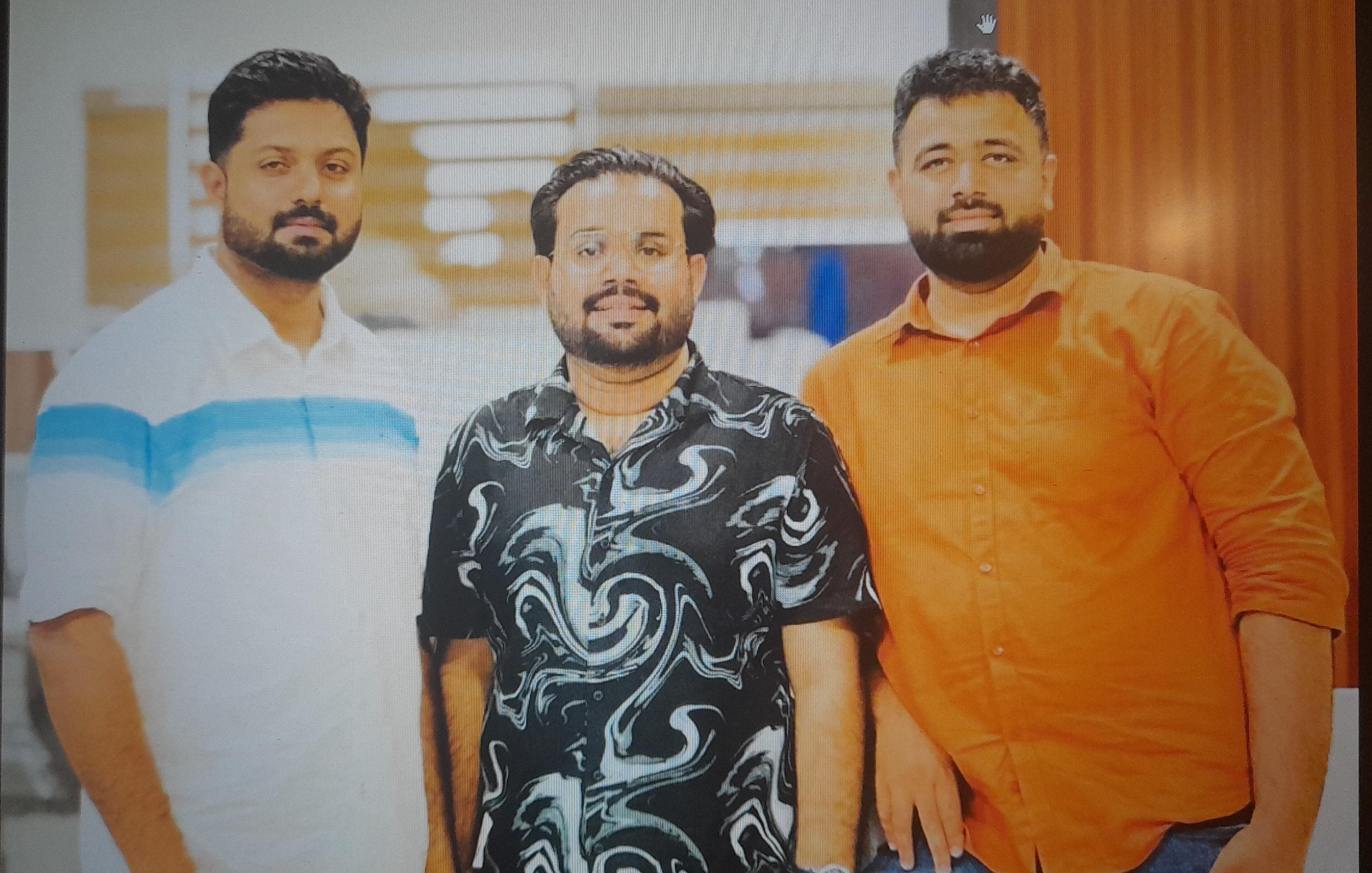
الطيب والشرس والقبيح في النزال الاخير.

تظهر بوضوح في هذا الفيلم الخطوط الرئيسية لأسلوب المخرج سرجيو ليون المميز مثل اللقطات المقربة جداً للوجوه حيث يستخدمها كنوع من التضاريس الجغرافية التي تكون المشهد، فهو يعتني جدا باختيار الوجوه حتى للشخصيات الثانوية. لذلك لا يحس المشاهد بالملل مع طول المشاهد والتأني في عرضها للوصل إلى الإحساس الذي يريد ايصاله للمشاهد، كذلك فهو يتنقل دائما بين المشاهد المقربة جداً واللقطات البانورامية العريضة التي تظهر التضاريس الطبيعية والمجاميع الكبيرة ولا ننسى ان كل ذلك يجري بالتكامل مع الموسيقى مما يعطي احساسا اوبرالياً للفيلم، وهو كان يحب فعلاً الأوبرا والرسم حيث يعتني جدا بتكوين مشاهده من ناحية الإضاءة والتكوين واختيار اوقات التصوير مما يناسب المزاج العام للمشهد. ان بناء المشهد الدرامي للوصول إلى ذروة الحدث يستغرق وقتاً غير قليل عند ليون كما هو الحال في المشهد الأخير للمبارزة ولكن هذا الطول ضروري جدا في هذا الأسلوب للوصول إلى التأثير والجودة التي ظهر بها.

## استقبال النقاد
انتُقِدَ فيلم الطيب والشرس والقبيح لتصويره العنف، وخصوصاً في تلك الفترة التي لم يكن جمهور السينما قد تعودوا فيها على رؤية العنف، وقد دافع المخرج سرجيو ليون عن ذلك بقوله «ان عمليات القتل في أفلامي مبالغ فيها لاني كنت اريد السخرية والتهكم على أفلام الغرب الأمريكي المبتذلة...... لقد صُنع الغرب الأمريكي بواسطة العنف والرجال البسطاء لذلك فان هذه القوة والبساطة هي ما احاول ان اصورها في أفلامي». ما زال الكثير من النقاد يعترفون لسرجيو ليون بفضله في بث الحياة مرة أخرى لفئة أفلام الغرب العتيقة.
اختلف استقبال النقاد للفيلم عند عرضه الأول، حيث كان الكثير منهم ينظر بدونية لفئة أفلام السباغيتي. ففي استعراضها السلبي للفيلم في صحيفة نيو يورك تايمز وصفت الناقدة السينمائية ريناتا ادلر الفيلم بقولها «لا بد ان يكون هذا الفيلم هو الأكثر بذحاً وادعاءً للفضيلة ومدعاة للنفور في تاريخ هذا الصنف الغريب من الأفلام». وفي صحيفة لوس أنجلوس تايمز كتب تشارلز تشامبلن يقول «لا يمكن مقاومة الاغراء باعادة تسمية (الطيب والشرس والقبيح)، الذي يعرض حالياً في طول المدينة وعرضها، إلى (الشرس والممل والذي لانهاية له) لانه فعلا كذلك». روجر إيبرت، الذي أضاف الفيلم لاحقا إلى قائمته عن أعظم الأفلام، يتذكر بانه في استعراضه الأول للفيلم كان قد «وصف فيلما يستحق أربعة نجوم ولكنه اعطاه ثلاثة نجوم فقط، ربما لانه كان فيلم سباغيتي وبالتالي فهو ليس فناً».
بالرغم من الاستقبال السلبي للفيلم في البداية، إلا أن الكثير من النقاد اليوم يعتبرونه أحد كلاسيكيات السينما الخالدة. ويظل واحداً من أكثر أفلام الغرب شعبية وواحد من اعظم أفلام السباغيتي. ضمنته مجلة التايم ضمن قائمتها لـ «اعظم 100 فيلم في القرن الماضي» التي قام باختيارها الناقدان السينمائيان ريتشار كورليس وريتشارد شيكل. كان من الأفلام القليلة التي حازت على تصنيف 100% في موقع الطماطم الفاسدة مع انه انخفض مؤخراً إلى 97% بسبب إضافة مقالة سلبية واحدة في مجلة التايم نشرت في 9 فبراير 1968. وصف الفيلم أيضاً بانه أفضل عمل قدمته السينما الأوروبية لفئة أفلام الغرب الأمريكي، وقد قال عنه المخرج كوينتن تارانتينو «انه يمثل أفضل إخراج لأي فيلم على مر التاريخ» وقد انعكس رأيه هذا في التصويت الذي اجرته المجلة السينمائية البريطانية سايت اند ساوند عام 2002 حيث قام تارانتينو باختيار فيلم الطيب والشرس والقبيح كأفضل فيلم صنع على الإطلاق.
يحتل الفيلم حالياً المرتبة العاشرة في قائمة «أفضل 250 فيلم» في موقع قاعدة بيانات الأفلام على الإنترنت، حيث صوت له 844 الف مستخدم من مستخدمي الموقع.

## وصلات خارجية
- الطيب والشرس والقبيح على موقع IMDb (الإنجليزية)
- الطيب والشرس والقبيح على موقع ميتاكريتيك (الإنجليزية)
- الطيب والشرس والقبيح على موقع الموسوعة البريطانية (الإنجليزية)
- الطيب والشرس والقبيح على موقع روتن توميتوز (الإنجليزية)
- الطيب والشرس والقبيح على موقع نتفليكس (الإنجليزية)
- الطيب والشرس والقبيح على موقع قاعدة بيانات الأفلام العربية
- الطيب والشرس والقبيح على موقع ألو سيني (الفرنسية)
- الطيب والشرس والقبيح على موقع Turner Classic Movies (الإنجليزية)
- الطيب والشرس والقبيح على موقع أول موفي (الإنجليزية)
- الطيب والشرس والقبيح على موقع بوكس أوفيس موجو (الإنجليزية)
- The Good, the Bad and the Ugly at SoundtrackNet
- The Good, the Bad and the Ugly at The Spaghetti Western Database
- Fistful-of-Leone.com
- Clint Eastwood.net
- The Good, the Bad, and the Ugly Book
- وصلة لموسيقى الفيلم التصويرية على موقع أمازون.